# 王冠閎
王冠閎（2002年1月23日—），台灣職業男子游泳運動員，現效力於國際游泳聯盟卡利神鷹。職業賽場以外，他多次代表中華台北（台灣）參與國際賽事，專精於蝶式與自由式。
他在2018年亞洲運動會蝶式200米進入決賽，獲得第七名，還有參加了2018年夏季青年奧林匹克運動會等。而多年國際賽生涯，他也創下了數項紀錄，包括2019年世界青少年游泳錦標賽200公尺蝶式決賽，游出1分56秒48的佳績不僅打破全國紀錄也達奧運A標，成為台灣第二位達到奧運A標的游泳選手，以及在國際游泳聯盟200公尺蝶式項目繳出生涯最佳1分49秒89，一舉打破當時的世界青少年紀錄，成為史上第9位在此項目游進1分50秒內的選手，並且他這一年裡獲選為中華民國體育運動精英獎最佳男運動員。2021年於2020東京奧運會200公尺蝶式預賽以1分54秒44再次打破全國紀錄，不過於十六強賽以總排名第十三名落敗。29日東奧100公尺蝶式預賽游出52秒44成績，分組第三，預賽總排名第35名，無緣晉級16強準決賽。

## 經歷
2019年8月26日，王冠閎於匈牙利布達佩斯舉辦的2019年世界青少年游泳錦標賽200公尺蝶式決賽，游出1分56秒48的佳績不僅打破全國紀錄也達奧運A標，取得2020年夏季奧林匹克運動會參賽資格，成為繼王星皓之後台灣第二位達到奧運A標的游泳選手。
2020年，王冠閎於國際游泳聯盟首站賽事的200公尺蝶式，以1分50秒79奪下第三名，不僅打破自己所保持的全國紀錄，也打破世界青少年紀錄，成為台灣首位打破世青紀錄的選手，該年度的表現令他獲選為中華民國體育運動精英獎最佳男運動員，是首位獲選的游泳選手，也是最年輕的得主，因此獲得了「台灣蝶王」稱號。
2021年2月28日，中華民國游泳協會宣布，正式收到國際游泳聯合會來函，確認王冠閎締造的1分49秒89打破世界青少年短水道紀錄，成為台灣史上第一名世界青少年紀錄保持人。王冠閎在國際游泳聯盟所舉辦的賽事，200公尺蝶式項目繳出生涯最佳1分49秒89，超越前日本國家隊隊長瀨戶大也在2012年寫下1分51秒30世青紀錄。

2021年7月26日，東京奧林匹克運動會200公尺蝶式預賽以1分54秒44破全國紀錄，以分組第二名獲得晉級十六強資格，2021年7月27日，王冠閎200公尺蝶式十六強以1分55秒52成績落敗，分組第六名總排名十三名無緣晉級200公尺蝶式八強賽。2021年7月29日，王冠閎100公尺蝶式預賽以52秒44成績位於分組第三，最終名次為第35名無緣晉級。
2023年9月29日，在杭州亞運男子200公尺蝶式決賽中以1分54秒53奪下銀牌。
2024年7月30日，巴黎奧林匹克運動會200公尺蝶式預賽以1分55秒32，總排名第八名晉級準決賽，2024年7月31日，王冠閎200公尺蝶式準決賽以1分55秒07成績落敗，以總排名第十一名、準決賽中亞洲第一的成績無緣晉級200公尺蝶式決賽。

## 外部連結
- 王冠閎的Facebook專頁
- 王冠閎的Instagram帳戶
- 王冠閎在FINA（英语）
- 王冠閎在SwimRankings.net（英语）
- 王冠閎在International Swimming League（英语）
- 王冠閎在Olympics.com（英语）
- 王冠閎在Olympedia（英语）